# بوروونیتشکا
بوروونیتشکا (به چکی: Borovnička) یک منطقهٔ مسکونی در جمهوری چک است که در منطقه تروتنوف واقع شده‌است.